# Премія Гільдії сценаристів Америки
Премія Гільдії сценаристів Америки (англ. Writers Guild of America Award) — щорічна нагорода, що вручається за видатні досягнення у кінематографі, телебаченні та радіо Гільдією сценаристів Америки з 1949 року по теперішній час. Вручення нагород зазвичай проводиться на початку лютого, перед церемонією «Оскар».

## Категорії премії

### Кіно
- за найкращий адаптований сценарій[en]:
- Найкращий оригінальний сценарій
- Найкращий сценарій в документальному фільмі

### Телебачення
- Найкращий сценарій у комедійному серіалі
- Найкращий сценарій у драматичному серіалі
- Найкращий сценарій у анімаційному серіалі
- Найкращий сценарій у епізоді комедійного серіалу
- Найкращий сценарій у епізоді драматичного серіалу
- Найкращий сценарій нового серіалу